# Waggonbau Dessau
Der Waggonbau Dessau war ein Hersteller von Schienenfahrzeugen in Dessau. Zu Zeiten der DDR war der Betrieb einer der weltweit größten Produzenten von Kühlwagen.

## Geschichte

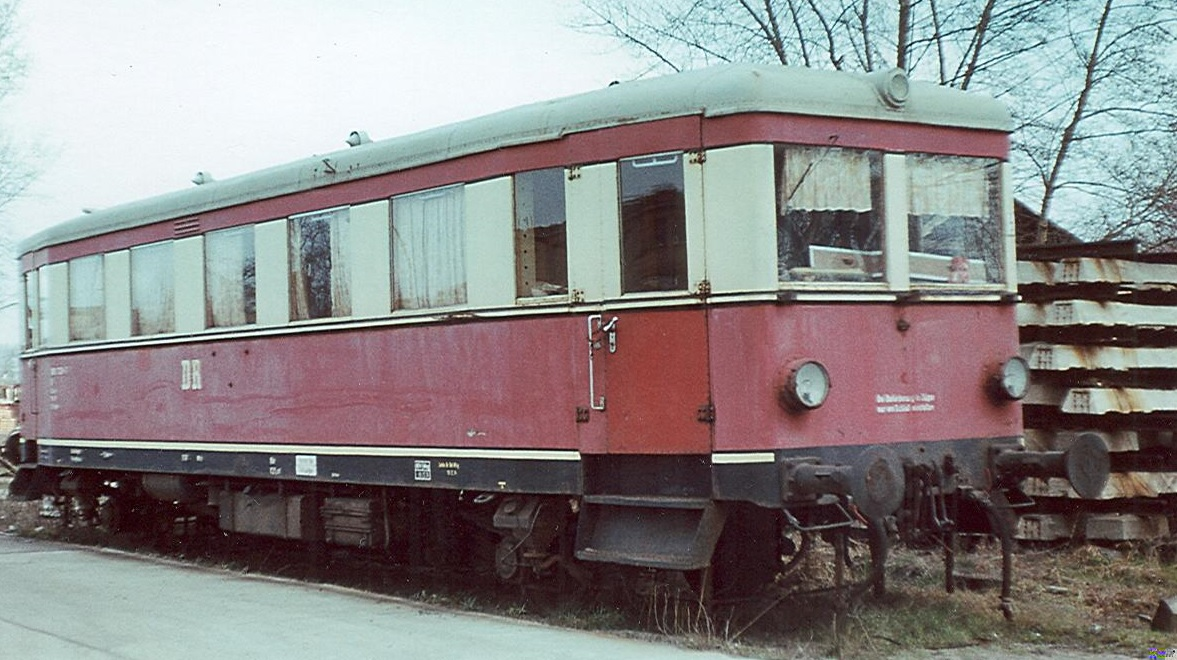
In Dessau hergestellter Dieseltriebwagen VT 135 539

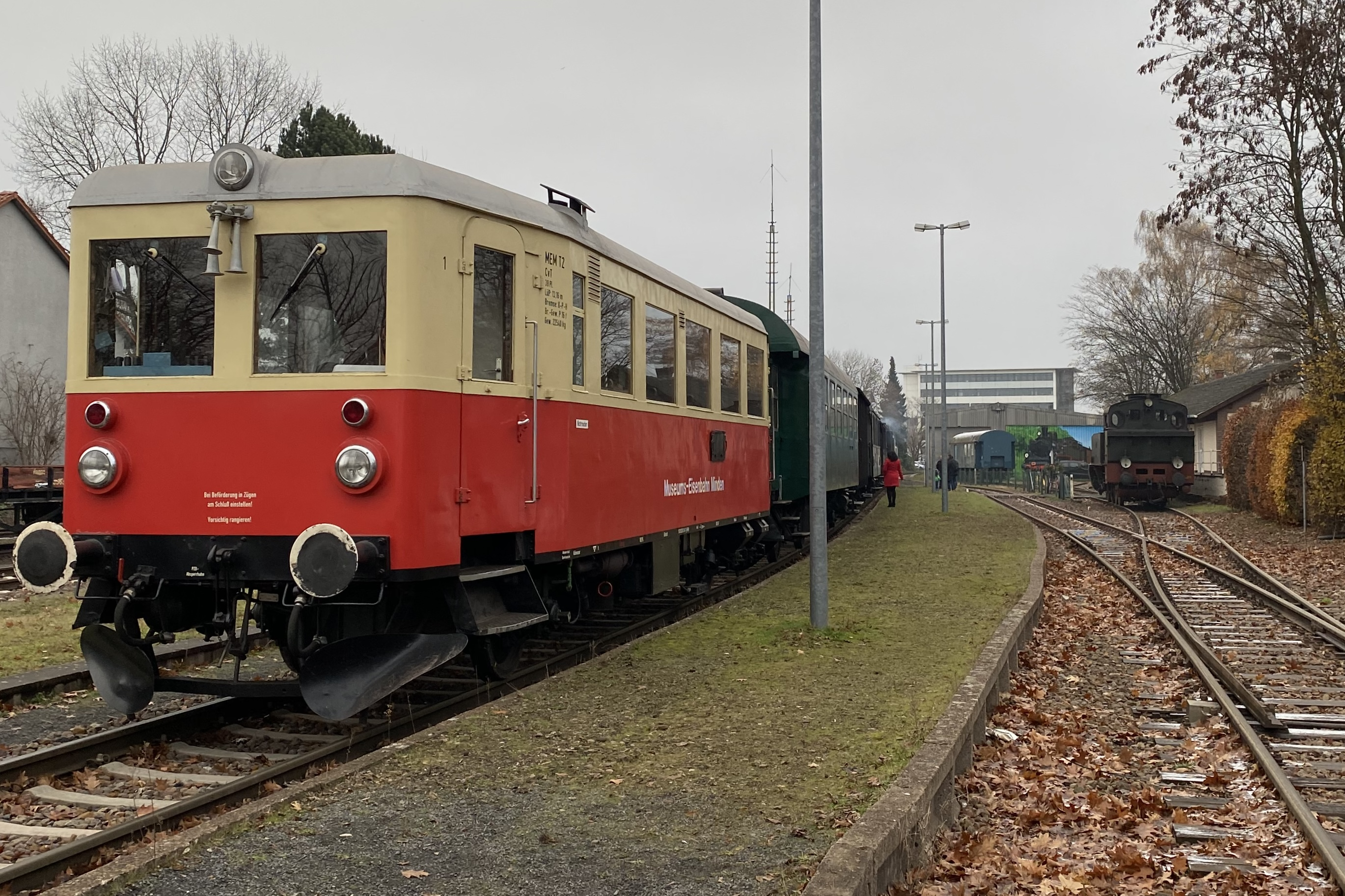
Der MEM T 2 im Bahnhof Minden-Oberstadt mit Zug abfahrbereit Richtung Hille, 2022

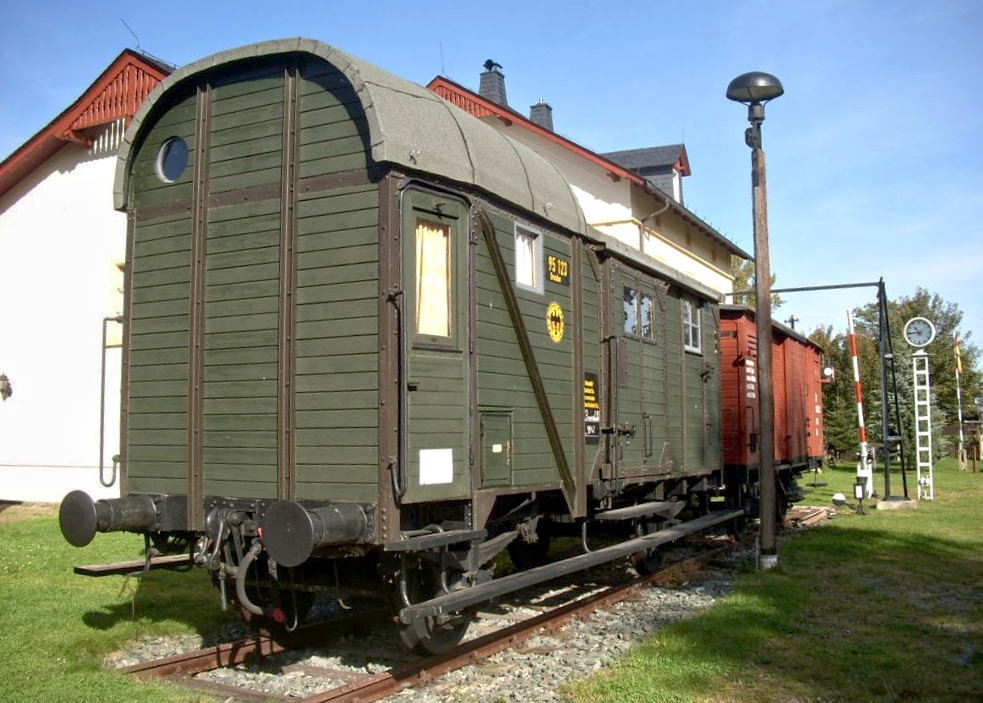
Güterzuggepäckwagen aus dem Jahr 1920 auf dem ehemaligen Bahnhof Walthersdorf, Sachsen

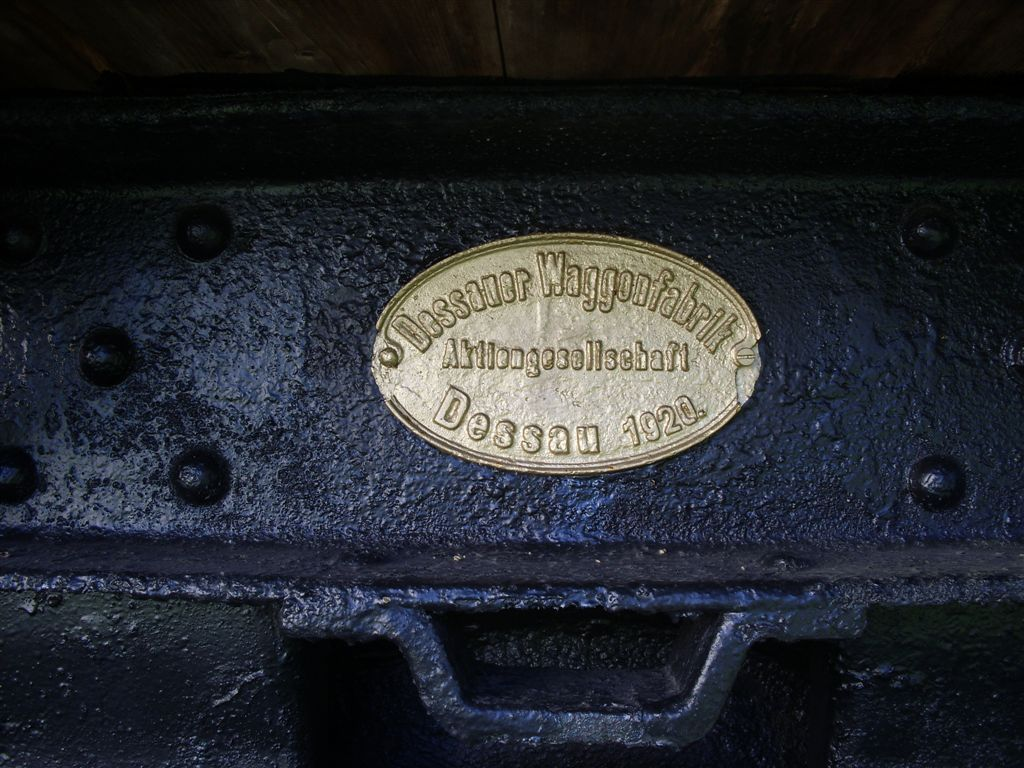
Firmenschild der Dessauer Waggonfabrik

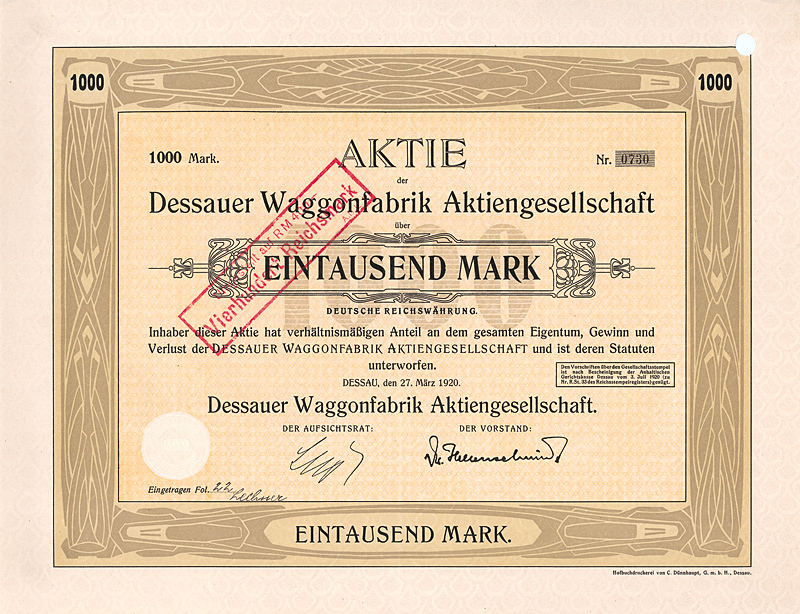
Aktie über 1000 Mark der Dessauer Waggonfabrik AG vom 27. März 1920

Gemeinsam mit der Gas Traction Companie Ltd. London und weiteren Gesellschaftern,  darunter die Herren Oechelhäuser, gründete die Deutsche Continental-Gas-Gesellschaft aus Dessau am 4. März 1895 die Deutsche Gasbahngesellschaft, das Stammkapital betrug 1,35 Mio. Mark.
 Am 22. April 1900 wurde das Unternehmen durch Änderung des Gesellschaftervertrages in Dessauer Waggonfabrik GmbH (DWF) umgewandelt. Am 10. März 1904 wurde diese Gesellschaft aufgelöst und der Betrieb trotzdem erweitert. Am 27. November 1905 beschloss die Gesellschaft ihre Auflösung, aus ihr entstand am 4. Dezember 1906 eine Aktiengesellschaft.
1921 wurde die Dessauer Waggonfabrik Mitglied der Eisenbahnwagen Liefergemeinschaft G.m.b.H. (EISLIEG) in Düsseldorf zusammen mit den Waggonbau-Unternehmen H. Fuchs Waggonfabrik A.G., Heidelberg, Düsseldorfer Eisenbahnbedarf, vorm. Carl Weyer & Co., Siegener Eisenbahnbedarf AG, Waggon-Fabrik A.G. Uerdingen sowie Wegmann & Co., Kassel. Dieser Waggonbau-Konzern stellte mit einer Produktionskapazität von jährlich 18 000 – 20 000 Fahrzeugen die stärkste und leistungsfähigste Gruppe innerhalb der deutschen Waggonbau-Industrie dar.
1930 endete die Eigenständigkeit: „Der Erwerb der Majorität der Dessauer Waggonfabrik durch Orenstein & Koppel. Wie die O&K A.-G. in Berlin mitteilt, hat das Unternehmen etwa 75 % des 2 Millionen Mark betragenden Aktienkapitals erworben. O&K hofft, die Produktion des Dessauer Unternehmens durch entsprechende Finanzierung erheblich zu fördern.“ (Anhalter Anzeiger, 17. März 1930). O&K erwarb 1930 auch die Gothaer Waggonfabrik. Die Gesellschaften blieben aber erhalten und wurden als Zweigwerke weitergeführt, es gab eine Zusammenarbeit in sich überschneidenden Bereichen und gemeinsame Referenzlisten.
 1940 ging im Zuge der Arisierung die Aktienmehrheit des O-&-K-Konzerns an die Hoesch AG unter Änderung der Firma in die Maschinenbau- und Bahnbedarf A.G. über.
Nach dem Luftangriff auf Dessau am 7. März 1945, bei dem 85 % der Stadt zerstört wurden, erfolgte vorwiegend die Wagenreparatur. Am 26. Oktober 1945 wurde die DWF durch Befehl Nr. 124 der Sowjetischen Militäradministration unter einen Sequester gestellt und am 2. Juli 1946 durch Befehl Nr. 154 in eine Sowjetische Aktiengesellschaft (SAG) umgewandelt. 1947 vernichtete ein Großbrand einen erheblichen Teil der Werkhallen und Maschinen.

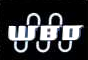
Markenzeichen von Waggonbau Dessau (WBD)

Die Eisenbahnwagenfabrik als SAG wurde aus der sowjetischen Aufsicht und Leitung entlassen und am 16. Juni 1952 als VEB LOWA Waggonbau Dessau in Volkseigentum überführt. Später firmierte der Betrieb als VEB WBD Waggonbau Dessau. Ab 1948 produzierte der Betrieb insbesondere Kühlwagen für den Bedarf der Sowjetischen Eisenbahnen (SŽD) und später für weitere Mitgliedsbahnen der Organisation für die Zusammenarbeit der Eisenbahnen (OSShD).
Nachdem die Volkskammer der DDR im Mai 1990 beschloss, alle volkseigenen Betriebe in Kapitalgesellschaften umzuwandeln, erfolgte am 24. Juli 1990 die Eintragung als Waggonbau Dessau GmbH in das Handelsregister. Eigentümer blieb die Deutsche Waggonbau AG (DWA) als Rechtsnachfolger des Kombinates Schienenfahrzeugbau der DDR.
Zum Jahresende 1994 beschloss man den Verkauf der DWA an die US-Investmentgesellschaft Advent International.
Zum 1. Juli 1995 erfolgte die Schließung der Waggonbau Dessau GmbH. Als Nachfolgeeinrichtungen entstanden auf dem Gelände die Fahrzeugtechnik Dessau GmbH (zuletzt Molinari Rail Systems GmbH), ein Industriepark und eine Qualifizierungsgesellschaft.

## Produktion

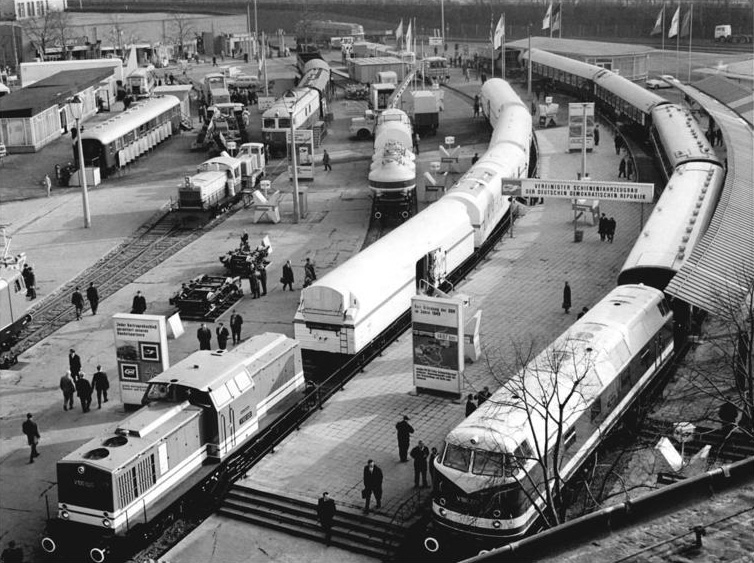
Maschinenkühlwagen der VEB Waggonbau Dessau auf der Leipziger Messe

Bereits 1897 wurden Güterwagen produziert, zu denen bis 1899 auch noch Gasstraßenbahnmotorwagen (so für die Hirschberger Talbahn), Gaslokomotiven und Draisinen hinzukamen. 1911 wurde ein Vertrag mit der Deutsch-Chinesischen Eisenbahngesellschaft geschlossen. 1924 erhielt das Unternehmen den Auftrag der Dessau-Wörlitzer Eisenbahn zum Bau von benzolgetriebenen mechanischen Verbrennungstriebwagen. Außerdem erfolgte hier der Bau von Straßenbahnwagen für die Magdeburger Straßenbahn. 1926 wurde mit dem Bau von Dreitonnen-Lieferwagen (LKW), sowie Omnibussen mit 28 Sitzplätzen für Dessau begonnen. 1928 folgten der Bau von Doppelstockbussen und die Produktion von Kohlestaubwagen für die Deutsche Reichsbahn.
Wurden im Jahr 1905 noch lediglich 355 Güter- und Personenwagen gebaut, stieg die Produktion bis 1918 auf 831 Stück.
1925 lieferte die Dessauer Waggonfabrik 40 der insgesamt 200 Triebwagen des Typs 22 für die Große Leipziger Straßenbahn, die wegen der typischen, über die Einstiegsräume vorgezogenen Dachhauben im Volksmund den Spitznamen Pullmanwagen erhielten.
1930 erhielt das Unternehmen den Auftrag zum Bau von vierachsigen U-Bahnwagen für Berlin sowie diversen Transportanlagen als Stahlkonstruktionen. 1933 wurde das Unternehmen Orenstein & Koppel, zu dem die Dessauer Waggonfabrik gehörte, von Siemens mit dem Bau von vierachsigen elektrischen Wagen für das Projekt der C-D-E-Linien der U-Bahn in Buenos Aires beauftragt, wobei O & K Berlin die Triebwagen und Dessau die Steuerwagen herstellte. 1941 wurden vorwiegend Behälterwagen und Triebwagen für die Berliner S-Bahn (bis 1944) produziert sowie 1942/43 15 Triebwagen der Peenemünder Schnellbahnzüge für die elektrische S-Bahn der Heeresversuchsstelle Peenemünde. Am 7. Juni 1945 erteilte die amerikanische Besatzungsmacht die Erlaubnis zur Reparatur von Wagen.
Im Jahr 1948 bekam man den Auftrag zur Produktion eines geschweißten Ganzstahlwagenkastens als Kühlwagenausführung (in Kooperation mit Chemieanlagenbau Chemnitz, damals Maschinenfabrik Germania). Die Produktion von Kühlwagen war bis zur Betriebsumwandlung 1990 bzw. Betriebsschließung 1995 die Hauptaufgabe. Neben der Produktion von Schienenfahrzeugen wurden aber auch Konsumgüter hergestellt, u. a. Handwagen, Fahrradanhänger, Fenster und Türen aus Holz, diverse Holzartikel und „kunstgewerbliche“ Gegenstände.

## Beschäftigte
1904 waren 300 Arbeiter und 20 Angestellte in dem Unternehmen beschäftigt. 1914 wurde ein Drittel der Belegschaft zum Kriegsdienst eingezogen, es verblieben 370 Produktionsarbeiter. Während des Krieges wurden deshalb auch russische und französische Kriegsgefangene zur Arbeit eingesetzt. 1918 umfasste die Belegschaft 750 Mitarbeiter. Nach der Weltwirtschaftskrise war die Mitarbeiterzahl auf 100 gesunken. Erst mit dem Arbeitsbeschaffungsprogramm der NS-Regierung stieg die Zahl der Beschäftigten wieder an. Ende 1933 waren wieder 540 Mitarbeiter beschäftigt. Bis Anfang der 1940er Jahre wuchs die Belegschaft auf 1115 Mitarbeiter.

## Ausbildung
Am 17. November 1949 wurde die Betriebsberufsschule (BBS) der Waggonfabrik  eröffnet, sie war die erste BBS in Dessau überhaupt und bildete bis zu ihrer Schließung 1990 über 4420 Facharbeiter und 711 Facharbeiter mit Abitur aus.